# Saint-Simon-de-Bordes
Pour les articles homonymes, voir Saint-Simon.
Saint-Simon-de-Bordes est une commune du Sud-Ouest de la France située dans le département de la Charente-Maritime (région Nouvelle-Aquitaine).
Ses habitants sont appelés les Saint-Simonnais  et les Saint-Simonnaises.

## Géographie

### Communes limitrophes
| Saint-Hilaire-du-Bois | Saint-Germain-de-Lusignan | Jonzac      |
| Nieul-le-Virouil      | Saint-Simon-de-Bordes     | Ozillac     |
| Allas-Bocage          | Agudelle                  | Villexavier |

## Urbanisme

### Typologie
Au 1er janvier 2024, Saint-Simon-de-Bordes est catégorisée commune rurale à habitat dispersé, selon la nouvelle grille communale de densité à 7 niveaux définie par l'Insee en 2022.
Elle est située hors unité urbaine. Par ailleurs la commune fait partie de l'aire d'attraction de Jonzac, dont elle est une commune de la couronne,. Cette aire, qui regroupe 35 communes, est catégorisée dans les aires de moins de 50 000 habitants,.

### Occupation des sols
L'occupation des sols de la commune, telle qu'elle ressort de la base de données européenne d’occupation biophysique des sols Corine Land Cover (CLC), est marquée par l'importance des territoires agricoles (73,6 % en 2018), en diminution par rapport à 1990 (75,4 %). La répartition détaillée en 2018 est la suivante : 
zones agricoles hétérogènes (39,5 %), forêts (24,6 %), terres arables (22,6 %), cultures permanentes (11,5 %), zones urbanisées (1,8 %). L'évolution de l’occupation des sols de la commune et de ses infrastructures peut être observée sur les différentes représentations cartographiques du territoire : la carte de Cassini (XVIIIe siècle), la carte d'état-major (1820-1866) et les cartes ou photos aériennes de l'IGN pour la période actuelle (1950 à aujourd'hui).

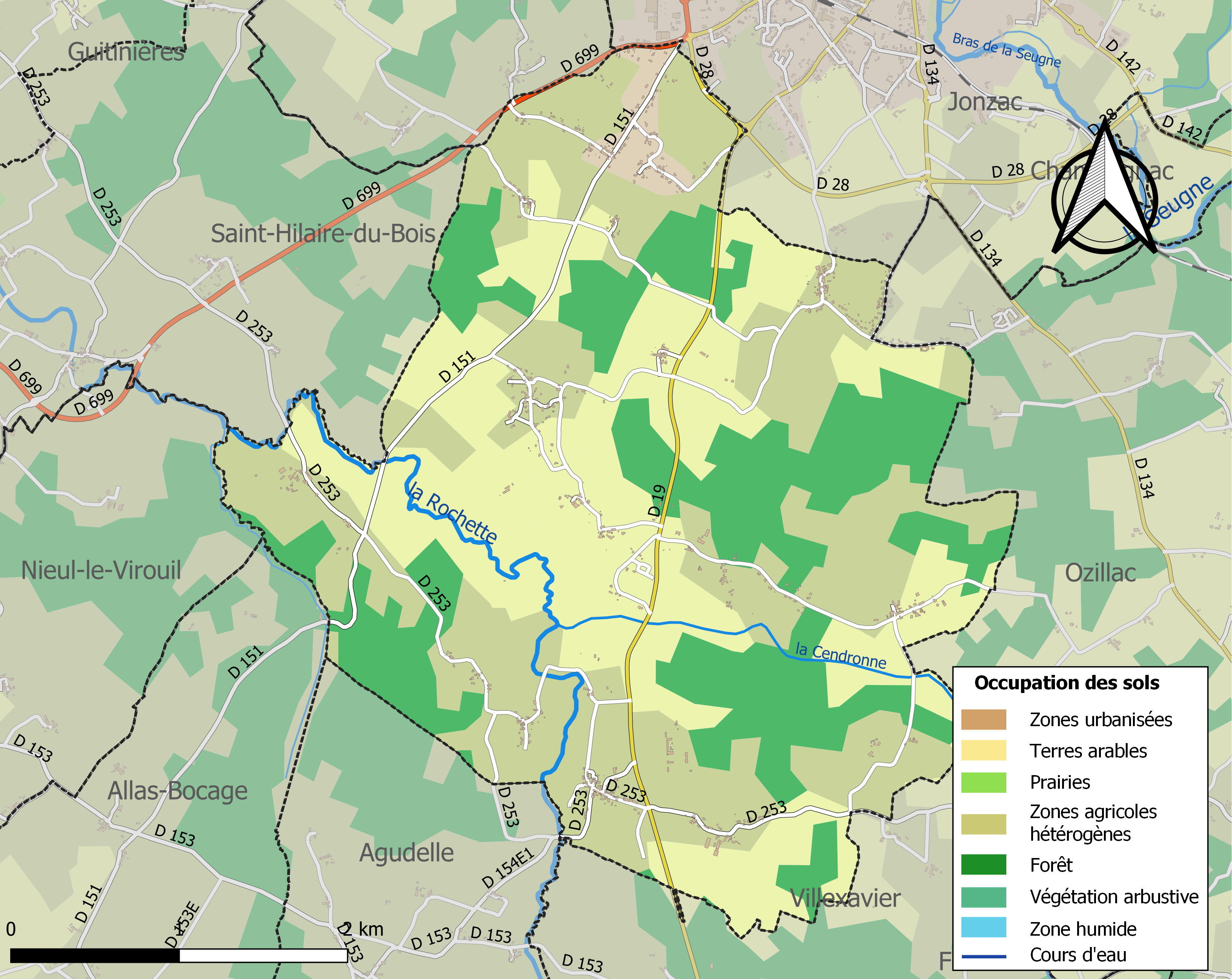
Carte des infrastructures et de l'occupation des sols de la commune en 2018 (CLC).

### Risques majeurs
Le territoire de la commune de Saint-Simon-de-Bordes est vulnérable à différents aléas naturels : météorologiques (tempête, orage, neige, grand froid, canicule ou sécheresse), inondations, mouvements de terrains et séisme (sismicité faible). Il est également exposé à un risque technologique,  le transport de matières dangereuses. Un site publié par le BRGM permet d'évaluer simplement et rapidement les risques d'un bien localisé soit par son adresse soit par le numéro de sa parcelle.

#### Risques naturels
Certaines parties du territoire communal sont susceptibles d’être affectées par le risque d’inondation par débordement de cours d'eau, notamment la Rochette. La commune a été reconnue en état de catastrophe naturelle au titre des dommages causés par les inondations et coulées de boue survenues en 1982, 1999, 2010 et 2018,.

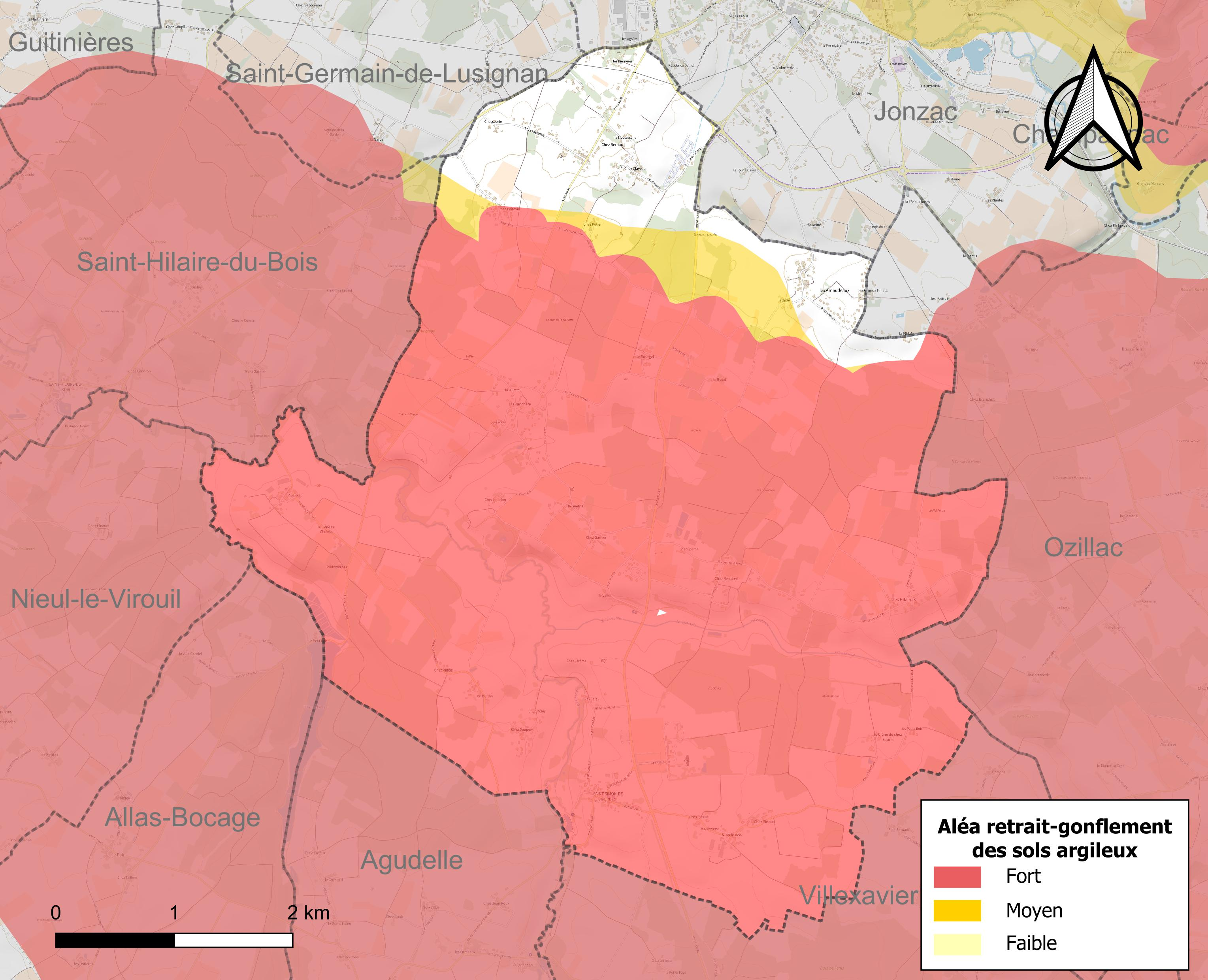
Carte des zones d'aléa retrait-gonflement des sols argileux de Saint-Simon-de-Bordes.

Les mouvements de terrains susceptibles de se produire sur la commune sont des tassements différentiels.
Le retrait-gonflement des sols argileux est susceptible d'engendrer des dommages importants aux bâtiments en cas d’alternance de périodes de sécheresse et de pluie. 88,8 % de la superficie communale est en aléa moyen ou fort (54,2 % au niveau départemental et 48,5 % au niveau national). Sur les 397 bâtiments dénombrés sur la commune en 2019,  252 sont en aléa moyen ou fort, soit 63 %, à comparer aux 57 % au niveau départemental et 54 % au niveau national. Une cartographie de l'exposition du territoire national au retrait gonflement des sols argileux est disponible sur le site du BRGM,.
Par ailleurs, afin de mieux appréhender le risque d’affaissement de terrain, l'inventaire national des cavités souterraines permet de localiser celles situées sur la commune.
Concernant les mouvements de terrains, la commune a été reconnue en état de catastrophe naturelle au titre des dommages causés par la sécheresse en 1989, 2003, 2005, 2009 et 2011 et par des mouvements de terrain en 1999 et 2010.

#### Risques technologiques
Le risque de transport de matières dangereuses sur la commune est lié à sa traversée par une ou des infrastructures routières ou ferroviaires importantes ou la présence d'une canalisation de transport d'hydrocarbures. Un accident se produisant sur de telles infrastructures est susceptible d’avoir des effets graves sur les biens, les personnes ou l'environnement, selon la nature du matériau transporté. Des dispositions d’urbanisme peuvent être préconisées en conséquence.

## Toponymie
Le nom de la commune provient de saint Simon, à qui la paroisse avait été dédiée.
Bordes était le nom d'un ancien et important fief de la paroisse. Du germanique bord (« une cabane en planches »), du gascon borde désignant une bergerie à toit de brande ou de paille (le terme de « parc » étant réservé aux bergeries couvertes en tuiles). Cf. basque et catalan borda, même sens.

## Histoire
Sous la Révolution, la commune portait le nom de Simon-de-Bordes.
Le clocher de Saint-Simon-de-Bordes se serait écroulé pendant la Guerre de Cent-ans. Cependant, c'est la cloche devant aller à Villexavier, paroisse voisine, qui a été installée dans le nouveau campanile : en regardant celle de Saint-Simon de près, on peut y voir gravé «L'AN MVCVII NOUS FUMES F PAR LA PAROYS DE VILLESAVIER ET A FORCE DE BOURSILLER CHA DEYGNE SANCTA MARIA ORA PRO NOBIS".

## Administration

### Liste des maires
| Période                                  | Période  | Identité       | Étiquette | Qualité |
| ---------------------------------------- | -------- | -------------- | --------- | ------- |
| 2001                                     | 2014     | Lucette Pelaud |           |         |
| 2014                                     | En cours | Didier Nocquet |           | Cadre   |
| Les données manquantes sont à compléter. |          |                |           |         |

### Région
À la suite de la mise en application de la réforme administrative de 2014 ramenant le nombre de régions de France métropolitaine de 22 à 13, la commune appartient depuis le 1er janvier 2016 à la région Nouvelle-Aquitaine, dont la capitale est Bordeaux. De 1972 au 31 décembre 2015, elle a appartenu à la région Poitou-Charentes, dont le chef-lieu était Poitiers.

## Population et société

### Démographie

#### Évolution démographique
L'évolution du nombre d'habitants est connue à travers les recensements de la population effectués dans la commune depuis 1793. Pour les communes de moins de 10 000 habitants, une enquête de recensement portant sur toute la population est réalisée tous les cinq ans, les populations de référence des années intermédiaires étant quant à elles estimées par interpolation ou extrapolation. Pour la commune, le premier recensement exhaustif entrant dans le cadre du nouveau dispositif a été réalisé en 2008.

En 2022, la commune comptait 767 habitants, en évolution de +5,36 % par rapport à 2016 (Charente-Maritime : +4,04 %, France hors Mayotte : +2,11 %).
| 1793 | 1800 | 1806 | 1821  | 1831 | 1836 | 1841 | 1846 | 1851 |
| ---- | ---- | ---- | ----- | ---- | ---- | ---- | ---- | ---- |
| 905  | 955  | 645  | 1 022 | 898  | 850  | 850  | 860  | 801  |

| 1856 | 1861 | 1866 | 1872 | 1876 | 1881 | 1886 | 1891 | 1896 |
| ---- | ---- | ---- | ---- | ---- | ---- | ---- | ---- | ---- |
| 784  | 792  | 802  | 744  | 763  | 729  | 700  | 639  | 604  |

| 1901 | 1906 | 1911 | 1921 | 1926 | 1931 | 1936 | 1946 | 1954 |
| ---- | ---- | ---- | ---- | ---- | ---- | ---- | ---- | ---- |
| 625  | 640  | 584  | 558  | 566  | 556  | 546  | 575  | 535  |

| 1962 | 1968 | 1975 | 1982 | 1990 | 1999 | 2006 | 2008 | 2013 |
| ---- | ---- | ---- | ---- | ---- | ---- | ---- | ---- | ---- |
| 519  | 503  | 559  | 572  | 648  | 621  | 658  | 669  | 725  |

| 2018 | 2022 | - | - | - | - | - | - | - |
| ---- | ---- | - | - | - | - | - | - | - |
| 741  | 767  | - | - | - | - | - | - | - |

## Lieux et monuments

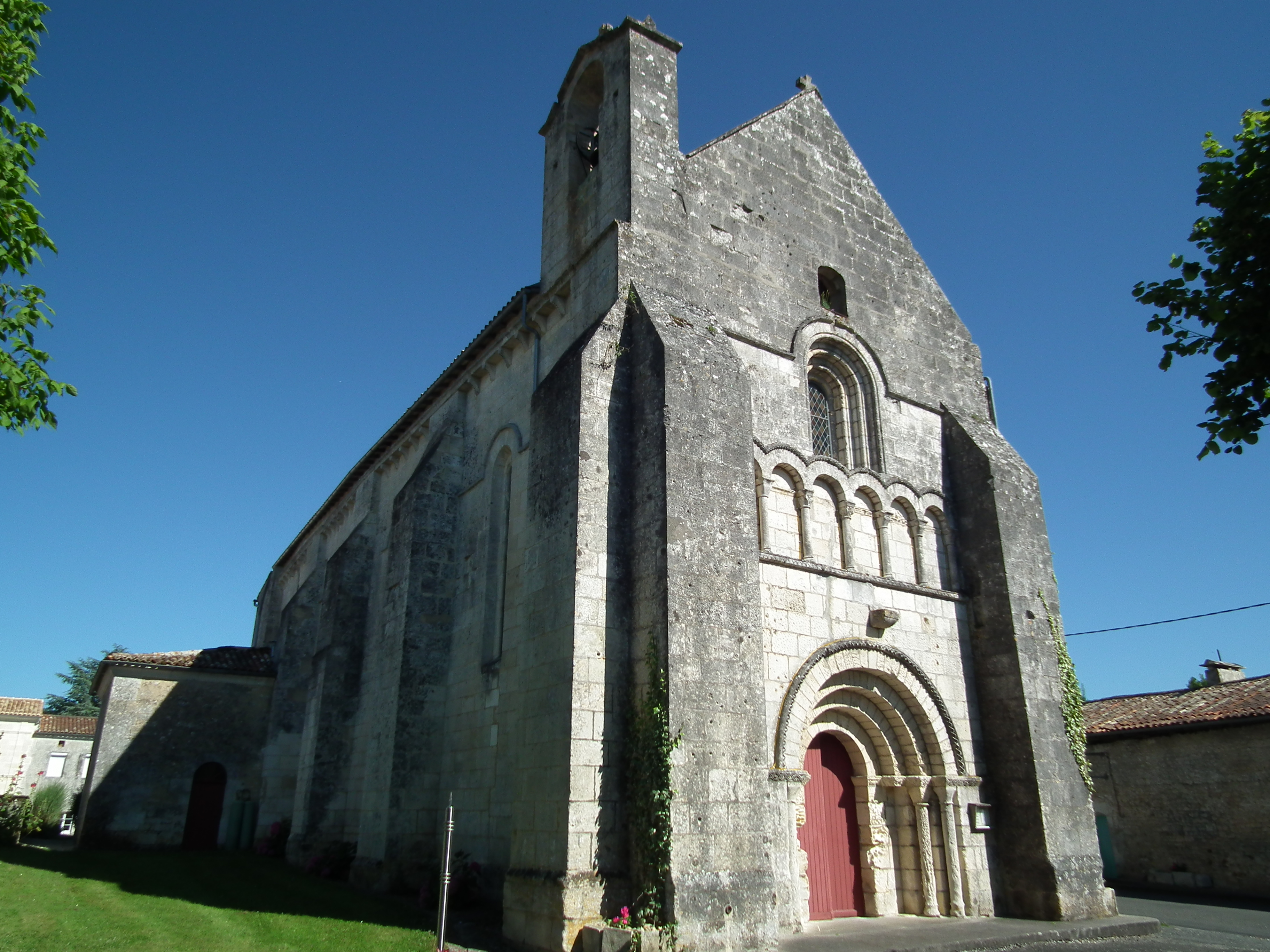
L'église Saint-Simon-de-Bordes.

### Château de Saint-Simon
Le château de Saint-Simon de Bordes, a été bâti par Marie-Charles du Chilleau, seigneur d'Airvault, Sainte-Lheurine, Moings, Villexaxier, Saint-Simon, gouverneur de Saint-Domingue. 
Ce château fut vendu pendant la Révolution comme bien national.
Après avoir été incendié dans la nuit du 28 au 29 septembre 1889, certaines modifications ont été apportées, notamment des fenêtres de style XIXe.

### Église Saint-Simon-de-Bordes
L'église, une construction du XIIe siècle, est inscrite aux Monuments Historiques par arrêté du 5 décembre 2000. Les deux bras du transept ont été reconstruits au XIXe siècle.

### Les Six Épis
Les Six Épis est une demeure ayant appartenu à Fernand Larquier, docteur en droit, avocat, ancien magistrat, maire de Saint-Simon-de-Bordes et député de la Charente-Maritime de 1902 à 1914, grands défenseurs des bouilleurs de cru.

## Personnalités liées à la commune
- Fernand Larquier (1863-1947) : maire, député de la Charente-Inférieure.
- Pierre Normand (1892-), pionnier de l'aviation[20].